# Kitto & Son
Kitto & Son var ett brittiskt fartygsvarv i Portleven i Cornwall i Storbritannien, som grundades av Richard Kitto 1850 och som lades ned av hans sonson James Richard Kitto 1959.
Richard Kitto hade arbetat på Symans' Yard i Penzance och varit till sjöss innan han startade båtbyggeri av små kustskonare på ungefär 50 ton och av fiskebåtar i Portlevens hamn. Han började också tillverkning av fiskenät 1853. Båtvarvet tillverkade, förutom för de engelska och skotska marknaderna, också fiskefartyg till Frankrike. Kittos varv ställde också om till fartyg med ång- och motordrift. Vid sekelskiftet 1800/1900 hade varvet omkring 100 anställda.
Varvet byggde två motorfartyg för arktiska förhållanden till Hudson Bay Company 1913-14 och  byggde förutom fiske- och handelsfartyg också yachter. I och med lågkonjunkturerna efter första världskriget upphörde varvsverksamheten, medan nättillverkningen fortsatte. Under andra världskriget sysselsatte företaget omkring 1.000 hemarbetare för tillverkning av kamouflagenät utöver den normala fabrikstillverkningen. Efter andra världskriget fortsatte tillverkningen av fiskenät på hög nivå under några år, men sedan blev den efter hand mindre konkurrenskraftig och företaget lades ned 1959.
I Sverige finns den k-märkta Gratitude, som tillverkades 1903 som en brittisk fiskekutter.Den är numera ett skolfartyg för Stiftelsen Svenska Kryssarklubbens Seglarskola.